# Spoorweg-Maatschappij Zuid-Beveland
De Spoorweg-Maatschappij Zuid-Beveland (SZB) exploiteerde tramlijnen op Zuid-Beveland. Deze werden geopend op 18 mei 1927. Het net bestond uit drie lijnen, te weten:
- Tramlijn Goes - Hoedekenskerke - Goes
- Tramlijn Goes - Wemeldinge
- Tramlijn Goes - Wolphaartsdijkse Veer

De lijnen waren in normaalspoor als tramlijn aangelegd, met een maximumsnelheid van 45 km/h. De verantwoordelijke minister besliste overigens in 1927 meteen al dat de snelheid niet hoger mocht zijn dan 30 km/h, iets wat op het nog bestaande restant van de lijnen nog steeds zo is. Een tramlijn is goedkoper in aanleg en bovendien zijn de voorschriften minder streng dan op een lokaalspoorweg of een hoofdspoorweg, waardoor de exploitatie eenvoudiger en dus ook goedkoper is.

## Reizigersdienst
De exploitatie was vanaf het begin in handen van de NS, die voor het reizigersvervoer 8 (diesel-)motorrijtuigen bestelden, te weten de serie omC 901-908. De bevolking gaf echter de voorkeur aan de autobus, die veel meer stopplaatsen had en bovendien niet buiten de dorpen om reed zoals de trams. De kosten waren dientengevolge hoger dan de baten en de NS besloot om in 1932 het aantal diensten drastisch te verminderen. Alleen op de lijn Goes – Hoedekenskerke (via Nisse) werd de exploitatie voortgezet, in aansluiting op de veerdienst Hoedekenskerke – Terneuzen van de PSD. Dit is hetzelfde traject waar sinds 1972 de Stoomtrein Goes - Borsele actief is. Al snel na het begin van de Tweede Wereldoorlog werd de exploitatie met motorrijtuigen gestaakt wegens brandstoftekort en werd de dienst uitgevoerd met stoomlocomotieven. In 1944 werd het station Hoedekenskerke door oorlogshandelingen verwoest en werd de dienst gestaakt. Pas in de zomer van 1945 werd deze hervat, maar toen er in 1947 voldoende autobussen beschikbaar waren, werd de reizigersdienst in mei van dat jaar opgeheven.

## Goederendienst
Ondertussen ging het met de goederendienst iets beter, al was ook hier de exploitatie maar nauwelijks kostendekkend. Vooral voor het transport van grote hoeveelheden landbouwproducten zoals suikerbieten, aardappelen en uien werd gebruikgemaakt van de diensten van het spoor. 's Winters was er ook nog vervoer van steenkool naar de plaatselijke handelaren. Ook in de oorlog bleef dit vervoer voortduren, door het belang van de voedselvoorziening. In de jaren vijftig reed er meestal één goederentrein per dag op de ringlijn. In het najaar als de bietencampagne in volle gang was kwamen er nog eens een of twee treinen per dag bij. Aanvankelijk gebeurde dit nog met stoomtractie, maar later werd de dienst uitgevoerd met locomotoren. In de jaren zestig nam het vervoer geleidelijk af, om in december 1971 geheel te worden gestaakt.

## Lijnennet

Kaart van tramlijnen in Zeeland en op de Zuid-Hollandse eilanden omstreeks 1930.

In 1942 werd, op last van de bezetter, die spoorwegmaterialen vorderde, begonnen met de opbraak van een aantal spoorlijnen in Nederland. De lijnen van Goes naar Wolphaartsdijk en naar Wemeldinge werden daarom al in dat jaar gesloten. De sloop van de lijn ‘s Heer Arendskerke – Hoedekenskerke begon pas in 1944, maar is niet verder gekomen dan het gedeelte Borssele – Nieuwdorp. De niet opgebroken stukken verslechterden door matig onderhoud in de loop van de jaren vijftig en zestig. Veel laad- en losplaatsen werden al voor de beëindiging van de exploitatie gesloten.
In 1966 werd door de NS een spooraansluiting gerealiseerd naar het haven- en industriegebied Vlissingen-Oost dat in die periode werd aangelegd. Deze staat bekend als de Sloelijn. Hiervoor werd het eerste deel van het restant van het traject ‘s Heer Arendskerke – Hoedekenskerke gebruikt (tot iets na de halte Nieuwdorp). Deze Sloelijn bleef in gebruik tot 2008, toen een nieuwe verbinding werd aangelegd. Het oude traject via de trambaan werd in 2009 opgebroken.
In 1972 startte de SGB de exploitatie op het andere deel van de ringlijn, vanaf Goes, aanvankelijk tot Oudelande, maar later tot Baarland. Dit is het laatste nog bestaande baanvak van de vroegere Spoorweg-Maatschappij Zuid-Beveland.